# Hylotelephium telephioides
Hylotelephium telephioides là một loài thực vật có hoa trong họ Crassulaceae. Loài này được (Michx.) H. Ohba miêu tả khoa học đầu tiên năm 1977.